# Schützen

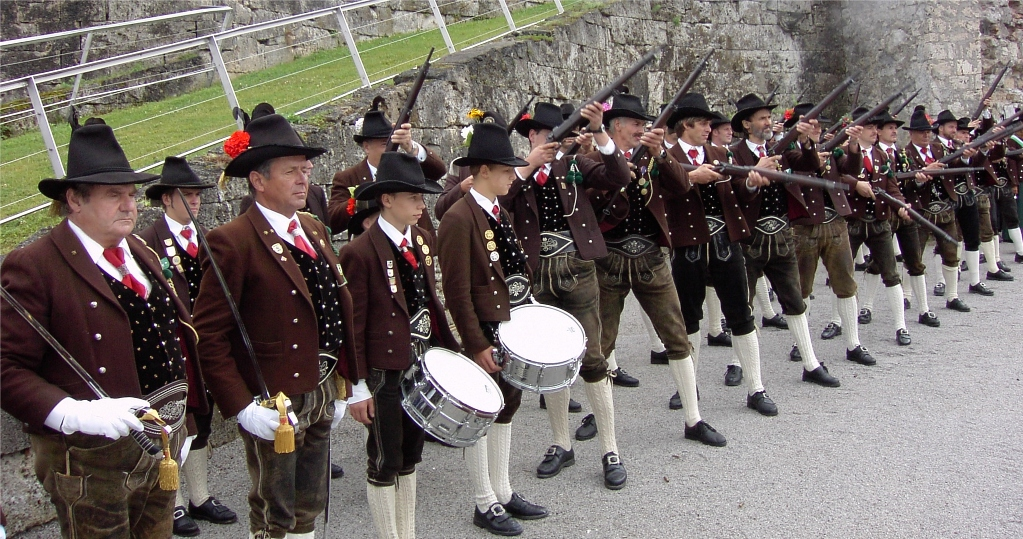
Companyia de Schützen

Schützen (Defensors, similars als bersaglieri italians, dits scizzeri) eren una milícia constituïda exclusivament per a defensar el territori de Tirol. Actualment encara són presents a Trentino-Tirol del Sud, Àustria i Baviera. Els schützen encara es mantenen avui, però han perdut el seu caràcter paramilitar. Avui dia compleixen una funció de tutela dels valors cristians i de les tradicions tiroleses, presents a festes i cerimònies locals. Són presents a Trentino, Tirol del Sud, (amb finalitats cerimonials i turístiques) Baviera, Baixa Àustria i Tirol. El seu uniforme tradicional inclou un fusell (Mauser Karabiner 98k) per a llençar salves i una espasa per als oficials. En la majoria dels casos també duen un barret característic amb decoració floral, que varia en funció del tipus de cerimònia que se celebri (aniversaris, celebracions, funerals). Cada companyia té bandera pròpia, amb una imatge del Sagrat Cor de Jesús (antic patró del Tirol històric) a un costat i a l'altra un símbol que indiqui la comunitat de procedència. El comandament dels schützen sudtirolesos té la següent estructura:
- Landeskommandant
- Landeskommandant-Stellvertreter
- Landeskurat
- Bezirksmajore
- 7 Bezirke (districtes): Bozen, Brixen, Burggrafenamt i Passeiertal, Pustertal, Wipptal, Baixa Atesina i Vinschgau amb 138 companyies i dues bandes musicals amb 6.000 membres.

## Història

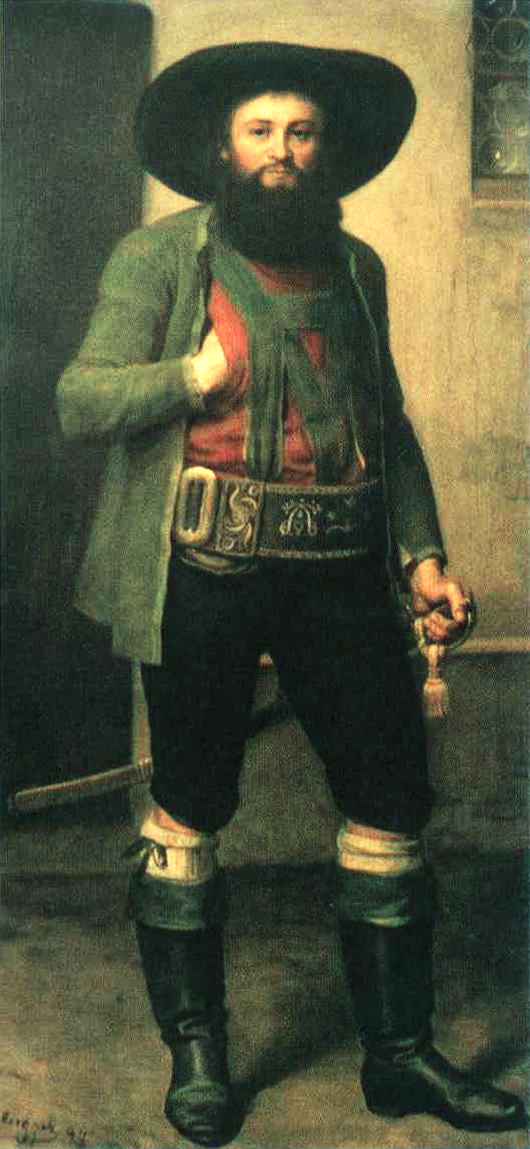
Andreas Hofer

El cos fou fundat oficialment en el segle xvii durant el regnat de Leopold I del Sacre Imperi Romanogermànic. Es basava em una estructura defensiva constutiïda en el segle xvi al Tirol anomenada Landesverteidigung Tirols (Defensa Territorial), amb una estructura fortament unida al territori i a la població local. El seu origen fou un privilegi concedit per l'emperador Maximilià I als principats de Brixen i Trento pel tractat Libello dell'Undici (1511), pel qual els sudtirolesos obtenen llibertat de defensa i exempció de l'obligació d'intervenir militarment fora del territori del Tirol, però amb obligació de defensar-lo en qualsevol moment, a través d'una crida de lleva voluntària, dividida en 5 nivells progressiva de 5.000, 10, 15 i 20.000 homes; l'última lleva era la milícia territorial, convocats a cops de campana o per focs. Les cinc lleves foren reduïdes a tres.
El 1636 Clàudia de Mèdici va introduir una reforma en el sistema defensiu territorial, previst al Tiroler Landlibell, substituint les tres crides per una milícia territorial de 4 regiments de 2.000 homes cadascuna entre 24 i 45 anys. Cada regiment tenis 6 companyies.
El 1704 l'emperador Leopold I del Sacre Imperi Romanogermànic va esmenar novament el Landlibell, constituint 12 companyies de tiradors, que practicaven en camps al seu territori. El nombre de companyies augmentà a 46 el 1796 i a 94 el 1797. Foren usats en les guerres entre França, Baviera i Àustria. El 1796 les tropes franceses, que intentaven ocupar Baviera, decidiren travessar Tirol, però foren derrotats a Segonzano (2-11-1796) per 7.000 schutzen. Novament intentaren travessar el Brenner, però el 2 d'abril de 1797 foren novament derrotats a Spinga per uns 3.000 schutzen. Després, però els derrotaria el 1799 a Martinsbruck i Nauders.
Per la Pau de Presburg de 1805 el Tirol fou cedit a Baviera el gener de 1806 pe voluntat de Napoleó Bonaparte, cosa que no agradà gens als tirolesos. Per això quan el 1809 Àustria tornà a declarar la guerra França i Baviera, Andreas Hofer va revoltar el Tirol amb l'ajut de voluntaris schutzen. El 25 de maig de 1809 els schutzen de Hofer derrotaren els tropes franco-bavareses a Bergisel, i novament el mateix lloc el 29 de maig, per tal de defensar Innsbruck d'una invasió. Novament els derrotà el 13 d'agost a Bergisel, però el 6 de juliol vencé a Wagram i el 20 de febrer de 1810 capturà Andreas Hofer, qui fou executat a Màntua. Napoleó va dividir aleshores el tirol entre el Regne d'Itàlia (Trentino i Baixa Atessina), Pustertal al Regne d'Il·líria i resta a Baviera. El 1813, però tot fou retornat a Àustria.
El 1871 es produí una nova reforma militar, amb el naixement de 10 batallons de Tiroler Landesschützen, transformats el 1893 en els regiments de Trient, Bozen i Innichen. Aplegava joves entre 20 i 32 anys que complien 2 anys de servei militar. Després passaven 10 anys més als standschutzen. Durant la Primera Guerra Mundial les companyies foren agrupades en batallons i anomenades kaiserschützen per l'emperador Carles I d'Àustria-Hongria. Quan el 23 de maig de 1915 Itàlia declarà la guerra a Àustria, els standschutzen foren mobilitzats i lluitaren valerosament a la frontera dels Alps. En acabar la guerra i caure la monarquia, van perdre el rol de defensa territorial.